# Miron Barnovschi
Miron Barnovschi Movilă (n. 1590, Toporăuți, Moldova – d. 2 iulie 1633, Constantinopol, Imperiul Otoman) a fost domnul Moldovei în perioadele 13 ianuarie 1626 - iulie 1629 și aprilie 1633 - 2 iulie 1633. Era înrudit cu Movileștii prin mama sa, Elisabeta. A fost executat la Constantinopol, sub acuzarea de trădare.

## Familia
Mama lui Miron Barnovschi, era nepoată de soră a domnitorilor Ieremia și Simion Movilă și a Mitropolitului Moldovei, Gheorghe Movilă. Simion Movilă (Moghilă) era tatăl mitropolitului de Kiev, Petru Movilă. 
Această înrudire i-a facilitat lui Miron accesul la tronul țării. De altfel, după preluarea domniei, el se va intitula "Io Miron Barnovschie Moghilă voevod".
De menționat că prin căsătoria, în 1541, a domniței Maria, fiica domnitorului Petru Rareș, cu boierul Ion Movilă, familia Movileștilor se înrudește cu vechea dinastie a Mușatinilor lui Ștefan cel Mare, iar prin căsătoriile fiicelor domnitorului Ieremia Movilă cu mari nobili din Polonia, Movileștii se înrudesc cu principii Europei de altă dată (Ieremia Wisniowiecki a fost nepotul lui Ieremia Movilă). 
Tatăl voievodului, Dumitru Barnovschi, a fost mare paharnic în 1597, iar din 1598 până în 20 decembrie 1606 a fost mare postelnic. A fost înmormântat la Toporăuți, unde se afla moșia familiei și s-a născut (în 1590) și a crescut viitorul domn. Bunicul său, Toma Barnovschi, a fost unul dintre conducătorii răscoalei împotriva lui Despot-Vodă, găsindu-și sfârșitul la asediul Cetății Sucevei din anul 1563, iar o altă rubedenie a sa, Onufrie Barnovschi s-a aflat printre dregătorii lui Ștefan cel Mare.
Miron a avut trei surori: Teodosia-Tudosca, Sârbca-Scripca și Mariica (nu Maria).
Miron Barnovschi a fost căsătorit în 1614 cu „Antemia jupâneasa”, iar după moartea ei, în 1622, în septembrie 1626 se va căsători cu fiica cea mai mică a domnitorului Radu Mihnea, al cărei nume nu este cunoscut .

## Activitatea înainte de domnie

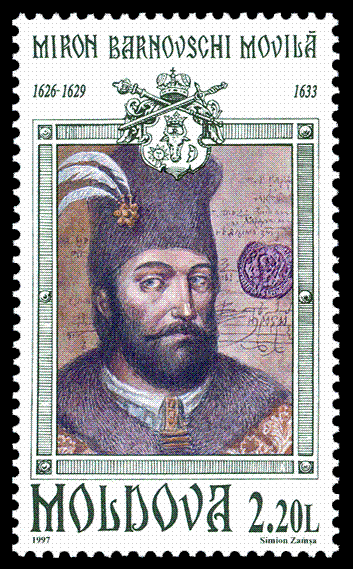
Imaginea lui Miron Barnovschi-Movilă pe o marcă poştală din Republica Moldova

Miron a ocupat succesiv dregătoriile de ceașnic, (1611), spătar (1615, staroste de Cernăuți, în 1616, pârcălab de Hotin (1618 - 1621. Fiind un bun cunoscător al limbilor turcă și polonă, Miron Barnovschi a fost „făcător de pace”, în ducerea tratativelor din urma războiului turco-polon, de la Hotin, din 1621), la care participase și sultanul Osman al II-lea.
În perioada 1622 - 1626, în timpul domniei lui Radu Mihnea, Miron Barnovschi a fost „mare hatman” și „portar” al Sucevei. Radu Mihnea, care a fost și domnitor al Țării Românești, fiind în ultimii doi ani de domnie grav bolnav, Miron Barnovschi a îndeplinit încă din acea vreme un rol important în conducerea țării.

## Prima domnie
Radu Mihnea a murit la curtea domnească de la Hârlău, la 13 ianuarie 1626. Marii boieri l-au ales prin consens pe Miron Barnovschi, alegere care a fost recunoscută de Înalta Poartă; în acest scop, la Constantinopol s-a deplasat o delegație de boieri, noul domnitor trimițând sultanului suma de 100.000 de coroane. În decursul anului 1625 regele Poloniei a stăruit în cîteva rânduri pe lângă Marele Vizir să îi dea „firman de domnie” voivodiciului Petru Movilă, dar prin alegerea vărului său, Miron Barnovschi ca domn al Moldovei, „cu glasurile tuturora”, viitorul Mitropolit al Kievului, Petru Movilă își retrage pretențiile de domnie. 
La 16 ianuarie 1628 a emis un "așezământ" care echivala cu "legarea de glie" a țărănilor, legislație prin care, în fond, se interzicea deplasarea acestora de pe moșiile boierești și mănăstirești.
În timpul primei sale domnii a ridicat mai multe monumente - Biserica Adormirea Maicii Domnului din Iași (1627), Mănăstirea Bârnova (1629) din satul Bârnova (județul Iași), Biserica Sfântul Ioan din Iași, ispravită de Vasile Lupu în 1635, Mănăstirea Hangu (1629) de pe Valea Bistriței, Neamț, „săvârșitorul” bisericii Stavropighiei din Liov (1631) - și a terminat altele, deja începute de alții - cum este cazul Mănăstirii Dragomirna (construite în 1609 și la care el a adăugat zidul de împrejmuire în 1627).
În 1629, Miron-Vodă a refuzat cererea marelui vizir de a adăuga la plata tributului un bacșiș de 40 de pungi de galbeni (o pungă conținând 500 de galbeni), astfel că a preferat să se retragă de la domnie la moșia sa din Polonia, de la Ustie. La mazilirea sa au contribuit și intrigile puse la cale de Gabriel Bethlen, voievodul Transilvaniei, cât și faptul că Miron Barnovschi era văzut cu suspiciune de către turci, datorită apropierii sale de Polonia.

## A doua domnie
La începutul anului 1633, tronul Moldovei era ocupat de Alexandru Iliaș, care a fost înlăturat de o revoltă boierească, declanșată de marele vornic Vasile Lupu, nu fără amestecul lui Miron Barnovschi, în care principalul sfătuitor al domnului,Alexandru Iliaș, Constantin Baptiste Vevelli a fost ucis de mulțime.
Boierii l-au rechemat pe Miron Barnovschi, pe care l-au reales ca domn; pentru a obține recunoașterea Înaltei Porți, acesta, împreună cu o deputăție de boieri, a hotărât să se deplaseze la Constantinopol. Drumul a început la 3 mai 1633 și a durat până la 20 iunie; pentru câteva zile, Miron-vodă s-a oprit la București, unde s-a întâlnit cu domnul Țării Românești, Matei Basarab, care l-a sfătuit să nu meargă la Istanbul, deoarece Vasile Lupu i-a pus la cale pieirea. 
În urma intrigilor lui Vasile Lupu, Miron-vodă a fost arestat și executat prin decapitare la 2 iulie 1633. În timpul detenției, Miron și-a redactat testamentul, prin care cerea să fie îngropat la Mănăstirea Dragomirna; dorința i-a rămas neîndeplinită, locul înhumării sale fiind necunoscut. Sultanul Murad al IV-lea i-a promis că îi dăruiește viața, dacă trece la islamism. „Miron-voda nu a voit să se lepede de credința creștină”, sfîrșind sub securea călăului.
Cronicarul Miron Costin arată că părintele său, postelnicul Iancu Costin, care îl însoțise pe Miron-vodă la Istanbul, i-a „astrucat” [înhumat] oasele în noaptea de 2 iulie 1633, în cimitirul bisericii Patriarhiei din Constantinopol. Se presupune că mai târziu osemintele voievodului au fost aduse în Moldova, dar locul înhumării sale nu este încă cunoscut.
A fost un domn drept, blând, nelacom și evlavios, despre care postelnicul său, Toma Cantacuzino, zicea că : „în multe nopți l-a zărit în miezul nopții, îngenunchiat înaintea icoanei la rugă cu mare osârdie”.